# Centro Español en El Salvador
El Centro Español de Beneficencia en El Salvador (comúnmente denominado Centro Español) es una asociación sin fines de lucro fundada en 1891 en San Salvador, enfocada en brindar apoyo cultural y beneficencia a la comunidad hispana y salvadoreña.

## Historia

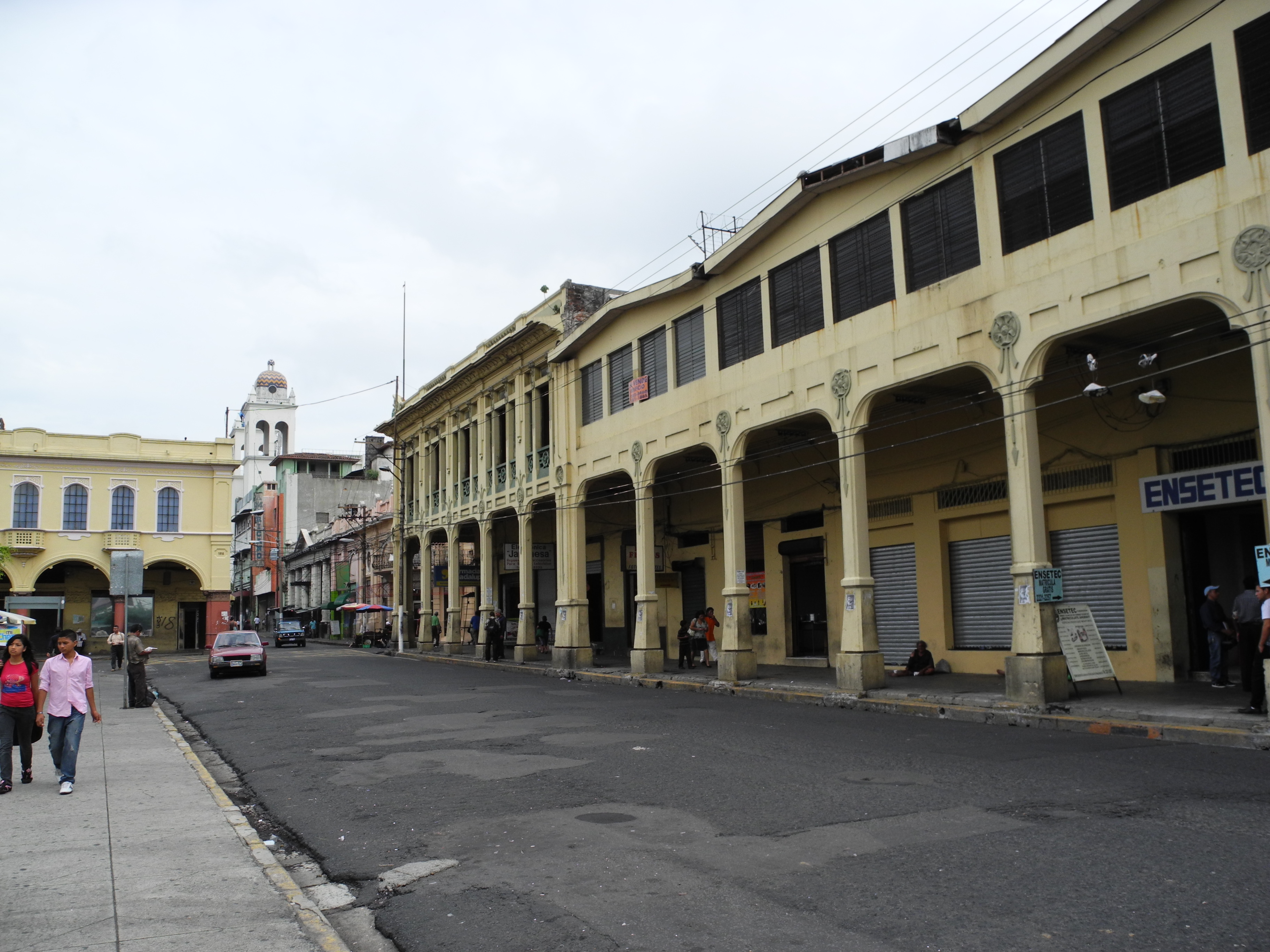
Portal La Dalia

La institución fue creada el 24 de enero de 1891 como Sociedad de Beneficencia Española para asistir a inmigrantes españoles recién llegados al país (e.g., orientación, alojamiento, soporte económico), especialmente en un contexto de fuerte migración desde Europa hacia El Salvador. Con una trayectoria de más de 125 años, hoy funciona como un espacio social, cultural y deportivo para sus socios y el público en general.
Durante sus primeros años, el Centro Español operó desde el segundo nivel del edificio conocido como el Portal La Dalia, ubicado frente al parque Libertad en San Salvador. Este edificio, erigido originalmente en 1885 y reconstruido tras un incendio en 1915, albergaba tiendas comerciales en la planta baja y la sede del centro en el segundo piso.

## Propósitos y actividades
Dirigido por una junta directiva elegida, el Centro Español opera bajo el régimen de asociación, con cuotas para socios y acceso limitado para no socios. Su sede combina vocación deportiva, cultural y de servicio social. Promueve la cultura española y el acercamiento entre la comunidad hispano-salvadoreña, mediante eventos sociales, gastronómicos y recreativos como su tradicional cabalgata de Reyes Magos. Ofrece instalaciones para actividades deportivas como natación, tenis, squash, aikido, así como servicios de restaurante, piscinas, gimnasio y salones multiusos. En 2006 se instaló en él la primera cancha de padel del país. Además, brinda asistencia a personas en situaciones vulnerables como parte de su vocación original de beneficencia.
Anualmente entrega el Premio de Cultura La Cruz de Santiago a diferentes personalidades del país.

## Instalaciones
Ubicado en la colonia Escalón de San Salvador, el centro cuenta con amplias instalaciones que incluyen:
- Piscinas para adultos y niños
- Gimnasio moderno y áreas deportivas
- Restaurantes, bar y auditorio
- Salones para eventos culturales y comunitarios y una biblioteca
- Canchas de squash, tenis, pade y espacios de actividad variada